# Savona Foot-Ball Club 1978-1979
Questa voce raccoglie le informazioni riguardanti il Savona Foot-Ball Club nelle competizioni ufficiali della stagione 1978-1979.

## Rosa
| N. |                   | Ruolo | Calciatore       |
| -- | ----------------- | ----- | ---------------- |
|    | Italia (bandiera) | A     | Stefano Altovino |
|    | Italia (bandiera) | A     | Gianni Andreotti |
|    | Italia (bandiera) | C     | Adriano Baesso   |
|    | Italia (bandiera) |       | Bagnasco         |
|    | Italia (bandiera) | D     | Guido Battilani  |
|    | Italia (bandiera) | D     | Claudio Benso    |
|    | Italia (bandiera) |       | Bottarini        |
|    | Italia (bandiera) |       | Brilli           |
|    | Italia (bandiera) |       | Casareto         |
|    | Italia (bandiera) | C     | Renato Cavalli   |
|    | Italia (bandiera) |       | Marco Cerato     |
|    | Italia (bandiera) | D     | Renato Dainese   |
|    | Italia (bandiera) | D     | Maurizio Damonte |
|    | Italia (bandiera) | C     | Fulvio Di Davide |
|    | Italia (bandiera) | D     | Dario Dolci      |
|    | Italia (bandiera) | D     | Vincenzo Eretta  |
|    | Italia (bandiera) | A     | Walter Lanni     |

| N. |                   | Ruolo | Calciatore               |
| -- | ----------------- | ----- | ------------------------ |
|    | Italia (bandiera) | D     | Giampaolo Maglio         |
|    | Italia (bandiera) | A     | Antonio Marcolini        |
|    | Italia (bandiera) |       | Massari                  |
|    | Italia (bandiera) | A     | Tiziano Mutti            |
|    | Italia (bandiera) | D     | Bruno Piaser             |
|    | Italia (bandiera) | A     | Pierino Prati (capitano) |
|    | Italia (bandiera) | D     | Walter Presotto          |
|    | Italia (bandiera) |       | Quinterno                |
|    | Italia (bandiera) | A     | Ferdinando Rossi         |
|    | Italia (bandiera) | P     | Gianfranco Rossi         |
|    | Italia (bandiera) | P     | Michelangelo Sulfaro     |
|    | Italia (bandiera) |       | Bruno Tanda              |
|    | Italia (bandiera) | P     | Franco Tunno             |
|    | Italia (bandiera) | C     | Sergio Valentinuzzi      |
|    | Italia (bandiera) | C     | Gaetano Vanin            |
|    | Italia (bandiera) | C     | Vladimiro Zunino         |

## Risultati

### Campionato

#### Girone di andata
| 1º ottobre 1978 1ª giornata | Savona | 0 – 4 | Montecatini |  |

| 8 ottobre 1978 2ª giornata | Civitavecchia | 1 – 0 | Savona |  |

| 15 ottobre 1978 3ª giornata | Savona | 0 – 0 | Grosseto |  |

| 22 ottobre 1978 4ª giornata | Olbia | 2 – 0 | Savona |  |

| 29 ottobre 1978 5ª giornata | Savona | 3 – 1 | Viareggio |  |

| 5 novembre 1978 6ª giornata | Imperia | 1 – 0 | Savona |  |

| 12 novembre 1978 7ª giornata | Savona | 0 – 0 | Cerretese |  |

| 19 novembre 1978 8ª giornata | Savona | 1 – 2 | Prato |  |

| 26 novembre 1978 9ª giornata | Sanremese | 1 – 1 | Savona |  |

| 3 dicembre 1978 10ª giornata | Savona | 1 – 0 | Siena |  |

| 10 dicembre 1978 11ª giornata | Sangiovannese | 2 – 0 | Savona |  |

| 17 dicembre 1978 12ª giornata | Savona | 1 – 0 | Massese |  |

| 30 dicembre 1978 13ª giornata | Albese | 1 – 2 | Savona |  |

| 7 gennaio 1979 14ª giornata | ALMAS | 2 – 1 | Savona |  |

| 14 gennaio 1979 15ª giornata | Savona | 2 – 2 | Montevarchi |  |

| 21 gennaio 1979 16ª giornata | Carrarese | 2 – 1 | Savona |  |

| 28 gennaio 1979 17ª giornata | Savona | 2 – 2 | Derthona |  |

#### Girone di ritorno
| 4 febbraio 1979 18ª giornata | Montecatini | 1 – 1 | Savona |  |

| 11 febbraio 1979 19ª giornata | Savona | 0 – 0 | Civitavecchia |  |

| 18 febbraio 1979 20ª giornata | Grosseto | 3 – 1 | Savona |  |

| 25 febbraio 1979 21ª giornata | Savona | 2 – 0 | Olbia |  |

| 4 marzo 1979 22ª giornata | Viareggio | 1 – 0 | Savona |  |

| 11 marzo 1979 23ª giornata | Savona | 1 – 1 | Imperia |  |

| 25 marzo 1979 24ª giornata | Cerretese | 1 – 1 | Savona |  |

| 1º aprile 1979 25ª giornata | Prato | 1 – 0 | Savona |  |

| 8 aprile 1979 26ª giornata | Savona | 3 – 0 | Sanremese |  |

| 22 aprile 1979 27ª giornata | Siena | 1 – 1 | Savona |  |

| 29 aprile 1979 28ª giornata | Savona | 0 – 0 | Sangiovannese |  |

| 6 maggio 1979 29ª giornata | Massese | 1 – 0 | Savona |  |

| 13 maggio 1979 30ª giornata | Savona | 1 – 0 | Albese |  |

| 20 maggio 1979 31ª giornata | Savona | 2 – 1 | ALMAS |  |

| 27 maggio 1979 32ª giornata | Montevarchi | 2 – 1 | Savona |  |

| 3 giugno 1979 33ª giornata | Savona | 2 – 2 | Carrarese |  |

| 9 giugno 1979 34ª giornata | Derthona | 0 – 2 | Savona |  |